# أبو المطامير (مركز)
مركز أبو المطامير، مركز إداري مصري. يقع في غرب محافظة البحيرة الواقعة أقصى شمال جمهورية مصر العربية. مدينة أبو المطامير عاصمة المركز.

## أعلام
- محمود الجندي